# Luke Durbridge
Luke Durbrige (født 9. april 1991) er en australsk cykelrytter, der kører for Team Jayco AlUla. Hans speciale er enkeltstart, og han blev verdensmester for U/23-ryttere i denne disciplin ved VM i København.